# Eddie Gomez
Edgar "Eddie" Gomez (født 4. oktober 1944 på Puerto Rico ) er en amerikansk jazzbassist fra Puerto Rico. Han kom tidligt til USA og er opvokset i New York.
Han er klassisk uddannet på Kontrabas , og spillede sideløbende jazz. 
Gomez blev især kendt, da han 1966-1977 spillede i "Bill Evans Trio". Han var også en vigtig musiker I Chick Corea´s grupper fra 1975-1978. 
Han har indspillet med et hav af Jazzens store musikere , og en del plader med sine egne grupper igennem tiden.